# 백수전대 가오레인저 vs. 슈퍼전대
《백수전대 가오레인저 vs. 슈퍼전대》(百獣戦隊ガオレンジャーVSスーパー戦隊)는 2001년 8월 10일에 발매된 오리지널 비디오 작품이다. 《백수전대 가오레인저》의 오리지널 비디오 작품이며, 슈퍼 전대 vs. 시리즈의 하나이다.

## 개요
슈퍼 전대 25주년 작품을 기념 작품으로서 제작된 슈퍼 전대 V시네마 제8편. 빅 원(재커 전격대), 레드 팔콘(초수전대 라이브맨), 긴가 블루(성수전대 긴가맨), 고 옐로(구급전대 고고파이브), 메가 핑크(전자전대 메가레인저)로 「드림 전대」와 가오레인저가 함께 한다. 당시 이미 메이저로 되고 있었다가, 쇼에이가 긴가 블루 고우키를 다시 맡았다. 발매 당시 등장 후였다. 가오 실버 오오가미 츠쿠마로는 일절 등장하지 않아서 테토무의 차례도 박빙이다. V시네마으로서는 희소인 여름의 시기에 출시된 작품이기도 하다.
총집 편적인 요소도 있어 액션 장면에서는 역대 전사들이 전대별이 아니라, 각자 활약하는 구성이다. 고 옐로는 유일하게 4작품 연속 출연했다. 클라이막스에서는 역대 레드 전사 24명 모두가 총출동하고 있다[※2]. 이름 없는 전대도 많은 레드 터보는 현지 급조, 《광전대 마스크맨》인 마스크는 소리를 비틀어 사용하고 있다.
거대전에서는 전 레드의 조종하는 메카가 참전한다. 덴지 파이터(전자전대 덴지맨)은 본작에서 처음 전투 장면이 묘사됐다. 또 타임 레드(미래전대 타임레인저)의 머신으로서 등장한 것은 시간 제트가 아니라 타임 파이어에게서 물려받은 부표 플렉스이다. 은행 영상이지만, 메카 군단 사령관으로 (초력전대 오레인저)의 미우라 참모장과 《비밀전대 고레인저》의 새 명명이 등장했고 궁내는 혼자 세 역할을 했다.
슈퍼 전대 V시네마 및 슈퍼 전대 VS시리즈 중에서는 가장 긴(약 70분)인 작품이다. 또, 전원 참가의 때"우리는 슈퍼 전대!"의 문구가 들어간 것은 본작이 처음이다.
전작까지는 DVD의 특전 영상에 배틀 셀렉션이 수록되고 있었지만, 본작보다 폐지됐다.
각본을 다룬 아카호시 마사나오는 《가오레인저》 작가의 한 명인 그 다른 전대에는 간여하지 않았다.

## 출연작

### 주연
- 시시 카케루/가오 레드 (음성) - 카네코 노보루
- 와시오 카쿠/가오 옐로 (음성) - 호리에 케이
- 사메주 카이/가오 블루 (음성) - 시바키 타케루
- 우시고메 소우타로/가오 블랙 (음성) - 사카이 카즈요시
- 타이가 사에/가오 화이드 (음성) - 타케우치 미오
- 아마이야 유스케/레드 팔콘 (음성) - 시마 다이스케 (초수전대 라이브맨)
- 긴가 블루/고우키 (음성) - 쇼에이 (성수전대 긴가맨)
- 고 옐로/타츠미 다이온 (음성) - 시바타 켄지 (구급전대 고고파이브)
- 메가 옐로/이마무라 미쿠 (음성) - 히가시야마 마미 (전자전대 메가레인저)
- 반바 소우키치/빅 원 (음성) - 미야우치 히로시 (재커 전격대)
- 테토무 - 카토우 타케미
- 듀크 오르그/츠에츠에 - 사이토 레이

### 슈트 배우
- 레드 팔콘 - 니보리 카즈오[2]
- 아카레인저 - 타니구치 마사히로[3]
- 후쿠자와 히로후미
- 타케우치 야스히로
- 이마이 야스히코
- 쿠사카 히데아키
- 하치스카 유이치
- 카미오 나오코
- 미무라 코오지
- 후지사카에 후미야
- 나카지마 슈스케
- 하시모토 케에코
- 오구라 토시히로
- 스기모토 야스하루
- 산주 아츠요
- 오시카와 요시후미
- 오카모토 지로

### 주조연
- 듀크 오르그 (목소리) - 사카구치 코이치
- 락사샤 (목소리) - 이이즈카 쇼조
- 웨딩드레스 오르그 (목소리) - 에가와 히사오
- 범선 오르그 (목소리) - 우가키 히데나리
- 휴대전화 오르그 (목소리) - 츠쿠이 쿄세이
- 오르겟토 (목소리) - 시오노 카츠미, 오오무라 토오루, 아나이 유키
- 해설 (목소리) - 마스오카 히로시

## 같이 보기
- 고카이저 고세이저 슈퍼 전대 199 히어로 대결전

### 내용주
1. ↑  《다이오 DX》 제5편의 다이 배틀은 이 드림 전대와 같은 멤버로 구성되어 있다.

### 참조화주
1. ↑  다른 V시네마 작품은 40-50분 정도 극장판에 이행 후의 VS시리즈는 60분 안팎이다
2. ↑  《니이보리 카즈오》. 레드 엔터테인먼트 데이리우아. 2011년 12월 22일 열람
3. ↑  《전대 캐치볼 제1회 카네코 노보루와 타니 구치 마사히로》. 2012년 6월 23일 열람